# Baco Exu do Blues
Baco Exu do Blues, pseudonimo di Diogo Álvaro Ferreira Moncorvo (Salvador, 11 gennaio 1996), è un rapper e cantante brasiliano.

## Biografia
Baco Exu do Blues è salito alla ribalta col brano Me desculpa Jay Z, uno dei brani più consumati in Brasile durante il mese di dicembre 2018, che ha ricevuto la certificazione di diamante dalla Pro-Música Brasil per aver venduto 300 000 unità. Si tratta di una delle tracce facenti parte di Bluesman, secondo album in studio certificato oro dalla PMB. I brani Bluesman, Queima minha pele, Flamingos e Girassóis de Van Gogh hanno accumulato sei dischi di platino, equivalenti a 480 000 unità certificate.
Ha conseguito il suo primo e miglior posizionamento nella Brazil Songs con Hotel caro, una collaborazione con Luísa Sonza classificatasi al 2º posto della classifica di Billboard. La Pro-Música Brasil gli ha assegnato tre certificazioni ulteriori, fra cui una di diamante per Te amo disgraça.
È stato candidato ai Latin Grammy nella categoria di miglior album rock o alternativo in lingua portoghese per QVVJFA?. Si è portato a casa due premi Multishow.

## Discografia

### Album in studio
- 2017 – Esú
- 2018 – Bluesman
- 2020 – Não tem bacanal na quarentena
- 2022 – QVVJFA?
- 2024 – Fetiche

### Singoli
- 2016 – Tropicália
- 2017 – Sportsujo (con Matheus Coringa)
- 2018 – Facção carinhosa
- 2018 – Sinfonia do adeus
- 2018 – Banho de Sol
- 2018 – Última noite
- 2018 – Tardes que nunca acabam
- 2018 – Lovesong (feat. Shan Luango)
- 2019 – Senhas/Pelos ares (con Adriana Calcanhotto e Illy)
- 2019 – Nada vai nos parar (con Gabz)
- 2019 – Paris
- 2019 – Preto e chave
- 2020 – Mate todos eles
- 2020 – Tommie Smith
- 2021 – Gerade aus hospicio (con Scooby e DDH)
- 2022 – Gotham é aqui
- 2022 – Hotel caro (con Luísa Sonza)
- 2023 – Melhor só (con Kayblack e Marquinho no Beat)
- 2023 – Ligações de alma (con Carol Biazin)
- 2024 – Duvidosa (con MC Caverinha e Vulgo FK feat. Pedro Lotto & Galdino)